# Championnats du monde de karaté juniors et cadets 2009
Les championnats du monde de karaté juniors et cadets 2009 ont lieu en novembre 2009 à Rabat, au Maroc. Il s'agit de la sixième édition des championnats du monde de karaté juniors et cadets et de la première ayant lieu dans ce pays en particulier.

## Résultats

### Cadets

#### Kata
| Rang | Pays      | Karatéka            |
| ---- | --------- | ------------------- |
| 1    | Venezuela | Jorge Martínez      |
| 2    | Iran      | Abolfazl Shahrjerdi |
| 3    | Mexique   | Jaime Anaya         |
| 3    | Japon     | Yutaka Tahara       |

| Rang | Pays      | Karatéka          |
| ---- | --------- | ----------------- |
| 1    | Égypte    | Shaimaa Solyman   |
| 2    | Japon     | Yuriko Fukushi    |
| 3    | Slovaquie | Dorota Balciarova |
| 3    | France    | Jessica Hugues    |

#### Kumite

##### Kumitemasculin
| Rang | Pays    | Karatéka           |
| ---- | ------- | ------------------ |
| 1    | Italie  | Luca Maresca       |
| 2    | Japon   | Mizuki Iwamuro     |
| 3    | France  | Marc-Alexis Rouret |
| 3    | Turquie | Kerem Ali Zeren    |

| Rang | Pays    | Karatéka                |
| ---- | ------- | ----------------------- |
| 1    | Égypte  | Mohamed Radwan          |
| 2    | Iran    | Shahin Naghipour Jafari |
| 3    | Italie  | Francesco D'Onofrio     |
| 3    | Turquie | Göksel Karacan          |

| Rang | Pays       | Karatéka              |
| ---- | ---------- | --------------------- |
| 1    | Égypte     | Abdalla Ahmed Ibrahem |
| 2    | Espagne    | Rodrigo Ibáñez        |
| 3    | Angleterre | Thomas Hickman        |
| 3    | Hongrie    | Daniel Jurca          |

| Rang | Pays     | Karatéka        |
| ---- | -------- | --------------- |
| 1    | France   | Steven Balzan   |
| 2    | Égypte   | Zeyad Sharaby   |
| 3    | Pays-Bas | Marciano Dekker |
| 3    | Maroc    | Ilyass Es Zaouy |

| Rang | Pays   | Karatéka                     |
| ---- | ------ | ---------------------------- |
| 1    | Italie | Claudio Carrubba             |
| 2    | Égypte | Omar Elsayed                 |
| 3    | Iran   | Shahin Balalaei Soumehsaraei |
| 3    | Serbie | Aleksandar Sestakov          |

##### Kumiteféminin
| Rang | Pays    | Karatéka                  |
| ---- | ------- | ------------------------- |
| 1    | Turquie | Neslihan Çalışkan         |
| 2    | Japon   | Haruka Miyazaki           |
| 3    | France  | Sophia Bouderbane         |
| 3    | Égypte  | Areeg Rashed Said Youssef |

| Rang | Pays      | Karatéka         |
| ---- | --------- | ---------------- |
| 1    | Serbie    | Adriana Vićovac  |
| 2    | Norvège   | Hege Haavaldsen  |
| 3    | Venezuela | Aurimer Campos   |
| 3    | Hongrie   | Hanna Kereszturi |

| Rang | Pays   | Karatéka      |
| ---- | ------ | ------------- |
| 1    | France | Agathe Duval  |
| 2    | Chine  | Xiaoyan Yin   |
| 3    | Égypte | Alaa Ahmed    |
| 3    | Italie | Chiara Zuanon |

### Juniors

#### Kata
| Rang | Pays             | Karatéka        |
| ---- | ---------------- | --------------- |
| 1    | Japon            | Naoyuki Yoshida |
| 2    | Nouvelle-Zélande | Andrew Rahardja |
| 3    | Égypte           | Ziad Bazan      |
| 3    | Monténégro       | Mijat Vojvodić  |

| Rang | Pays       | Karatéka          |
| ---- | ---------- | ----------------- |
| 1    | Japon      | Hikaru Ohno       |
| 2    | États-Unis | Sakura Kakumai    |
| 3    | Pérou      | Ingrid Aranda     |
| 3    | France     | Alexandra Feracci |

#### Kumite

##### Kumitemasculin
| Rang | Pays       | Karatéka          |
| ---- | ---------- | ----------------- |
| 1    | Iran       | Omid Hosseinpour  |
| 2    | Angleterre | Ryan Jay          |
| 3    | Égypte     | Magdy Mohamed     |
| 3    | Japon      | Keisuke Takatsuka |

| Rang | Pays     | Karatéka      |
| ---- | -------- | ------------- |
| 1    | Pays-Bas | Lesley Zut    |
| 2    | France   | Marvin Garin  |
| 3    | Turquie  | Erman Eltemur |
| 3    | Hongrie  | Zoltán Kőhegy |

| Rang | Pays     | Karatéka               |
| ---- | -------- | ---------------------- |
| 1    | Iran     | Bahman Asgari Ghoncheh |
| 2    | France   | Logan Da Costa         |
| 3    | Danemark | Mike Bjerregaard       |
| 3    | Égypte   | Ahmed Solyman          |

| Rang | Pays    | Karatéka       |
| ---- | ------- | -------------- |
| 1    | Iran    | Ali Fadakar    |
| 2    | France  | Jordan Laugier |
| 3    | Croatie | Josip Livada   |
| 3    | Égypte  | Mahmoud Nada   |

| Rang | Pays   | Karatéka            |
| ---- | ------ | ------------------- |
| 1    | Italie | Lorenzo Ernano      |
| 2    | Iran   | Sajad Ganjzadeh     |
| 3    | Maroc  | Soufiane Boudabbouz |
| 3    | Égypte | Mohamed Elsayed     |

###### Kumiteféminin
| Rang | Pays       | Karatéka    |
| ---- | ---------- | ----------- |
| 1    | Japon      | Hikaru Ohno |
| 2    | Égypte     | Mayada Aly  |
| 3    | France     | Emily Thouy |
| 3    | États-Unis | Tyler Wolfe |

| Rang | Pays               | Karatéka          |
| ---- | ------------------ | ----------------- |
| 1    | France             | Sohad El Kati     |
| 2    | Autriche           | Bettina Plank     |
| 3    | Bosnie-Herzégovine | Eldina Maslo      |
| 3    | Venezuela          | Genesis Navarrete |

| Rang | Pays       | Karatéka       |
| ---- | ---------- | -------------- |
| 1    | Belgique   | Laura Pradelli |
| 2    | Serbie     | Sanja Cvrkota  |
| 3    | États-Unis | Miya Holley    |
| 3    | France     | Lucie Ignace   |

| Rang | Pays     | Karatéka           |
| ---- | -------- | ------------------ |
| 1    | Croatie  | Ivona Tubić        |
| 2    | Turquie  | Hafsa Şeyda Burucu |
| 3    | Portugal | Ines Barbero       |
| 3    | Italie   | Laura Maniscalco   |

### Épreuves par équipes

#### Kata
| Rang | Pays    |
| ---- | ------- |
| 1    | Turquie |
| 2    | Égypte  |
| 3    | France  |
| 3    | Maroc   |

| Rang | Pays                                                        |
| ---- | ----------------------------------------------------------- |
| 1    | Algérie Yasmine Mouloud Selma Bedja Manal Kamilia Hadj Saïd |
| 2    | Égypte                                                      |
| 3    | Allemagne                                                   |
| 3    | Pérou                                                       |

### Coupe du monde des moins de 21 ans

#### Kumitemasculin
| Rang | Pays      | Karatéka           |
| ---- | --------- | ------------------ |
| 1    | France    | Freddy Ichane      |
| 2    | Lettonie  | Kalvis Kalnins     |
| 3    | Allemagne | Noah Bitsch        |
| 3    | Algérie   | Abdelkrim Bouamria |

| Rang | Pays    | Karatéka           |
| ---- | ------- | ------------------ |
| 1    | Serbie  | Nikola Jovanović   |
| 2    | Turquie | Mustafa Utku Şahin |
| 3    | France  | Abdourhaman Drame  |
| 3    | Japon   | Ryuichi Tani       |

| Rang | Pays        | Karatéka         |
| ---- | ----------- | ---------------- |
| 1    | Maroc       | Assil Benaissa   |
| 2    | Égypte      | Ossama Mansour   |
| 3    | Venezuela   | Angel Aponte     |
| 3    | Biélorussie | Andrei Grinevich |

#### Kumiteféminin
| Rang | Pays      | Karatéka           |
| ---- | --------- | ------------------ |
| 1    | Japon     | Miki Kobayashi     |
| 2    | Algérie   | Dyhia Chikhi       |
| 3    | Écosse    | Chloe MacLean      |
| 3    | Slovaquie | Jana Vojtikevičová |

| Rang | Pays             | Karatéka         |
| ---- | ---------------- | ---------------- |
| 1    | Slovaquie        | Dagmara Kubinská |
| 2    | France           | Lucille Breton   |
| 3    | Nouvelle-Zélande | Letitia Carr     |
| 3    | Pérou            | Alexandra Grande |

| Rang | Pays     | Karatéka          |
| ---- | -------- | ----------------- |
| 1    | Chine    | Qifeng Wu         |
| 2    | Hongrie  | Szandra Metzger   |
| 3    | Danemark | Louise Fensholdt  |
| 3    | Pays-Bas | Esther Van Schaik |